# NGC 7181
NGC 7181 is een lensvormig sterrenstelsel in het sterrenbeeld Waterman. Het hemelobject werd op 31 juli 1864 ontdekt door de Duitse astronoom Albert Marth.

## Synoniemen
- ZWG 377.14
- NPM1G -02.0476
- PGC 67859